# NTC Poprad
El NTC Poprad (National Training Centre Poprad) (en eslovaco: Národné tréningové Centrum Poprad ) es un estadio de fútbol ubicado en la ciudad de Poprad, Eslovaquia. En este estadio juega de local el club de fútbol FK Poprad y los equipos juveniles de fútbol nacional de Eslovaquia. El NTC también se utiliza para los equipos de fútbol para los campeonatos y los partidos internacionales. El estadio tiene una capacidad para albergar a 5700 personas sentadas.